# Kristina Stoltz

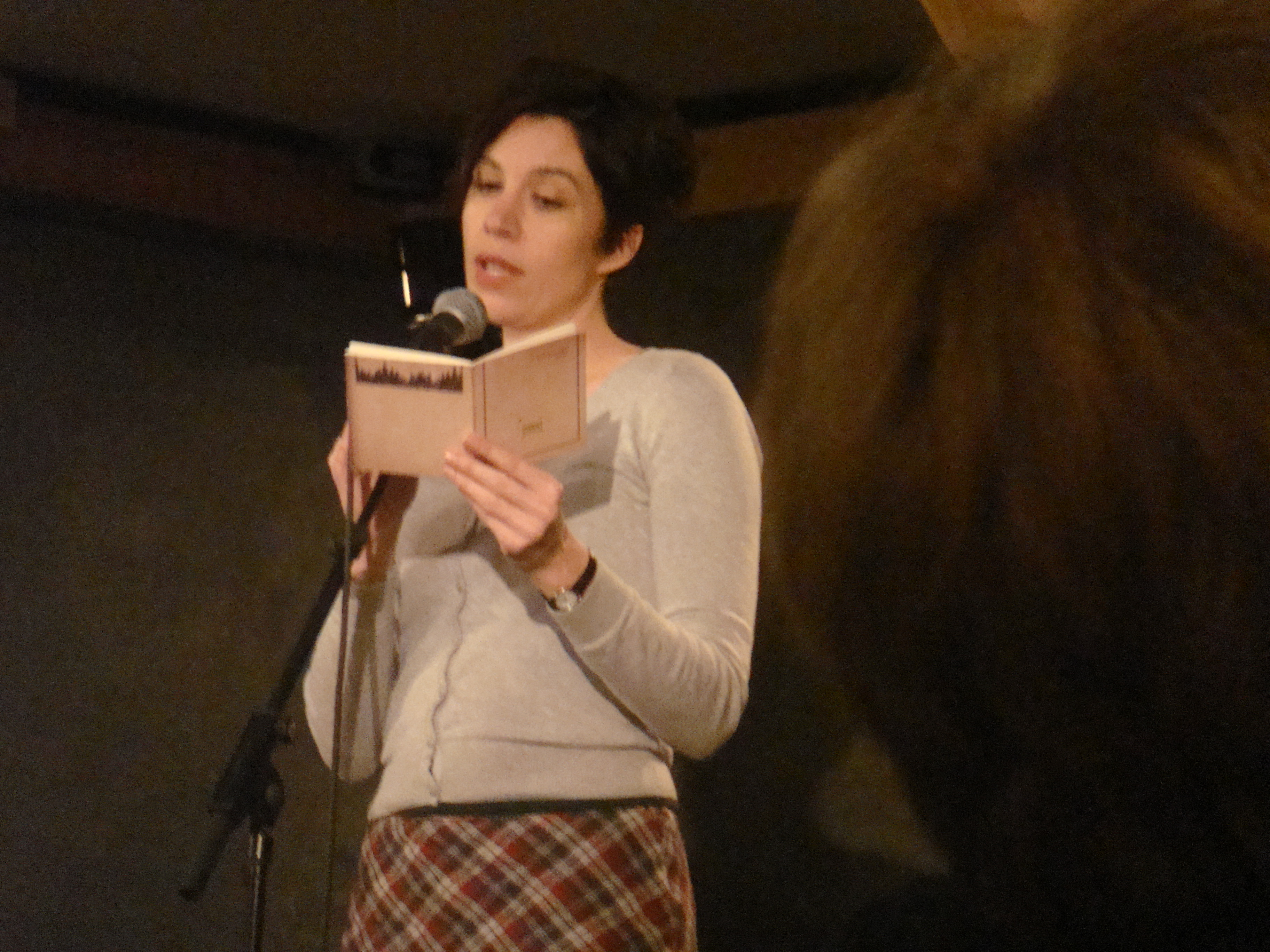
Kristina Stoltz (2012)

Kristina Stoltz (* 1. März 1975 in Frederiksberg, Dänemark) ist eine dänische Schriftstellerin.

## Leben
Kristina Stoltz wuchs im Kopenhagener Stadtteil Christianshavn auf. Sie studierte Tanz an der Skolen for Moderne dans in Kopenhagen und an der Tanzhochschule Stockholm. Nach einem Literatur- und Theologiestudium an der Universität Kopenhagen debütierte sie 2000 mit der Gedichtsammlung Seriemordere og andre selvlysende blomsterkranse als Schriftstellerin. Ihr Romandebüt gab sie 2006 mit Turisthotellet. 2016 wurde sie mit dem Drachmannlegatet ausgezeichnet und mit ihrem vierten, 2016 veröffentlichten Roman Som om war sie 2017 für den DR Romanpreis nominiert.

## Werke (Auswahl)
Romane
- Turisthotellet (2006)
- Æsel (2011)
- På ryggen af en tyr - en tragedie (2014)
- Som om (2016)

Gedichtsammlungen
- Seriemordere og andre selvlysende blomsterkranse (2000)
- Græshoppernes Tid (2002)

Kinderbücher
- Fuglepigen Vega (2009)
- Fuglepigen Vega rejser ud i verden (2010)

## Auszeichnungen
- 2016 Literaturpreis Drachmannlegatet